# Pomarance
Pomarance – miejscowość i gmina we Włoszech, w regionie Toskania, w prowincji Piza.
Według danych na rok 2004 gminę zamieszkiwało 6309 osób, 27,8 os./km².